# Rt Rukavac - Rt Marčuleti
Rt Rukavac - Rt Marčuleti este o arie protejată (sit de importanță comunitară — SCI) din Croația întinsă pe o suprafață de 175,49 ha, integral marine.

## Localizare
Centrul sitului Rt Rukavac - Rt Marčuleti este situat la coordonatele 42°47′08″N 17°44′47″E / 42.785425°N 17.746251°E.

## Înființare
Situl Rt Rukavac - Rt Marčuleti a fost declarat sit de importanță comunitară în iulie 2013 pentru a proteja un număr necunoscut de specii din flora spontană și fauna sălbatică aflate în arealul zonei.

## Biodiversitate
Situată în ecoregiunea marină mediteraneană, aria protejată conține 2 habitate naturale: Straturi cu Posidonia (Posidonion oceanicae), Terase mlăștinoase și terase nisipoase neacoperite de apă la reflux.
La baza desemnării sitului se află un număr nedeclarat de specii protejate.